# Joy Crisp
Joy Anne Miller Crisp es una geóloga planetaria estadounidense especializada en la geología de Marte.  Es conocida por su trabajo en las misiones de la NASA a Marte, entre ellos el Mars Exploration Rovers y el Mars Science Laboratory.

## Primeros años y educación
Crisp nació en Colorado Springs, Colorado, Estados Unidos. Obtuvo una licenciatura en geología de Carleton College en 1979, y una maestría (1981) y un doctorado (1984) de la Universidad de Princeton. Posteriormente, Crisp fue una investigadora postdoctoral en la Universidad de California en Los Ángeles (UCLA) durante más de dos años. Sus estudios incluyeron la investigación de rocas de las Islas Canarias en condiciones similares a las de los volcanes.

## Trabajo profesional
Crisp ha sido investigadora en el Laboratorio de Propulsión a Chorro desde 1989, donde se desempeña como científica principal desde 2004. Trabajó en numerosos proyectos y misiones de la NASA, incluyendo el Mars Pathfinder, el Mars Exploration Rover y el Mars Science Laboratory (MSL). Es la científica adjunta del proyecto para la misión de MSL Curiosity rover.